# Telipinujev razglas
Telipinujev ali Telepinujev razglas je hetitski kraljevi razglas, izdan med vladanjem kralja Telipinuja okoli leta 1460 pr. n. št. (kratka kronologija).
Razglas je pomemben dokument, ker omogoča rekonstruiranje zaporedja hetitskih kraljev. Omenja tudi nekaj pomembnih dogodkov, na primer Muršilijevo osvojitev Babilona, ki je omenjena samo v tem dokumentu. Za večino Telipinujevih naslednikov v naslednjih 80 letih so znana samo njihova imena.
Van Seter trdi, da je razglas bolj pravno kot zgodovinsko besedilo, ki določa pravila nasledstva hetitskega prestola. Lawson se s tem ne strinja in trdi, da je besedilo na pol legalno in hkrati zgodovinsko. Mario Liverani ugotavlja, da je treba razglas razlagati pazljivo, ker  je veliko bolj koristen za razumevanje stanja v času, ko je bil napisan, kot za obnovo zgodovine.